# Veelbloemig schaduwkruiskruid
Veelbloemig schaduwkruiskruid (Senecio hercynicus, basioniem: Senecio jacquinianus) is een vaste plant uit de composietenfamilie (Asteraceae). De soort komt van nature voor in Midden-, Zuid- en Zuidoosteuropa. De plant bevat sesquiterpeenlactonen en pyrrolizidine-alkaloïden. Het aantal chromsomen is 2n=40.
De plant wordt 60-130 cm hoog. De kale bladeren zijn langwerpig, lancetvormig en ongeveer driemaal zo lang als breed. Ze hebben een gekartelde rand en zijn geoord.
Veelbloemig schaduwkruiskruid bloeit vanaf juni tot in augustus met 2-3 cm grote, gele bloemen, die met ten minste vijf in schermvormige pluimen zitten. Er zijn per hoofdje meestal vijf lintbloemen en 13-20 buisbloemen. De buitenste krans van omwindselbladen bestaat uit 3-5 bladen en de binnenste krans uit 9-11 bladen. De buitenste omwindselbladen hebben vaak afstaande klierharen.
De vrucht is een nootje met wit vruchtpluis.

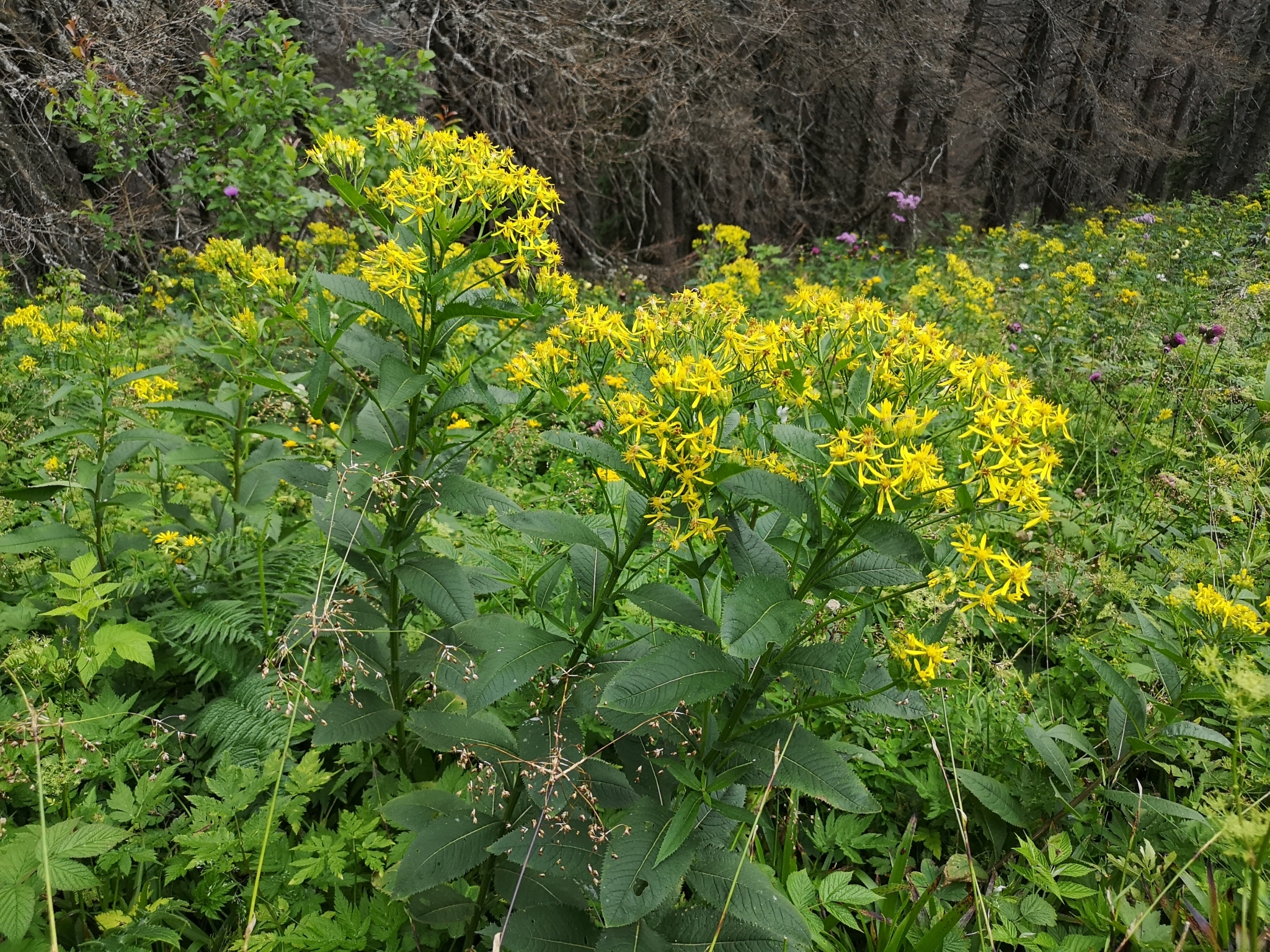
Planten
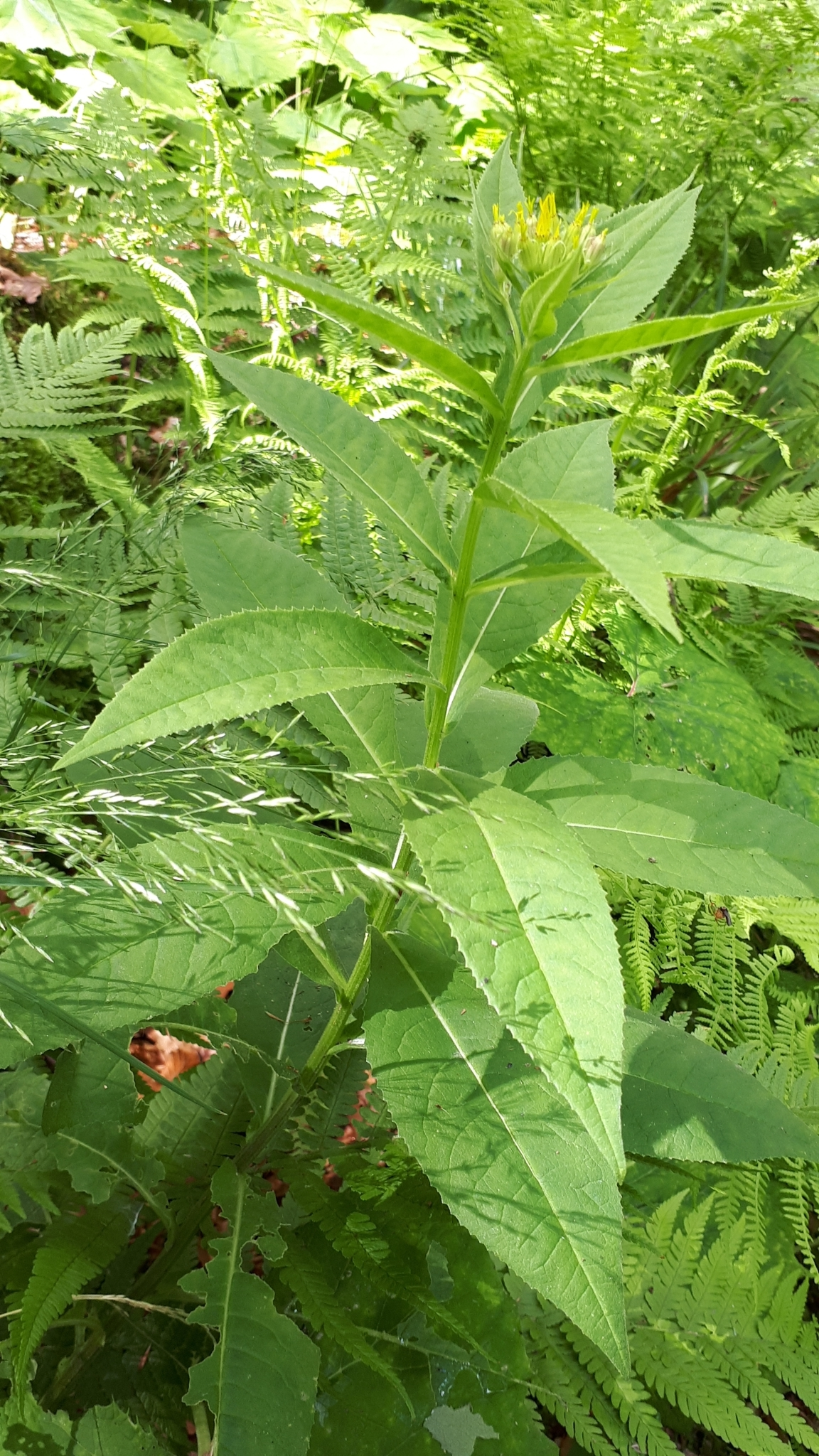
Stengel
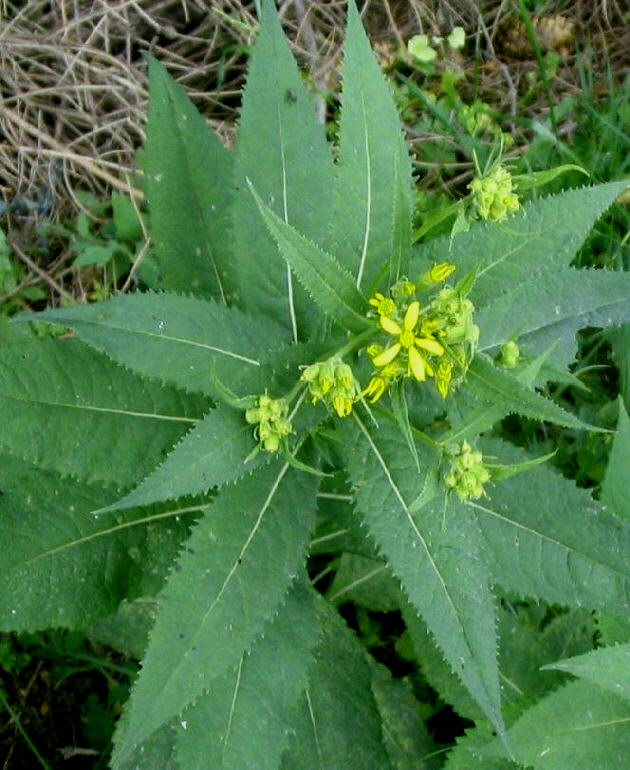
Bladeren
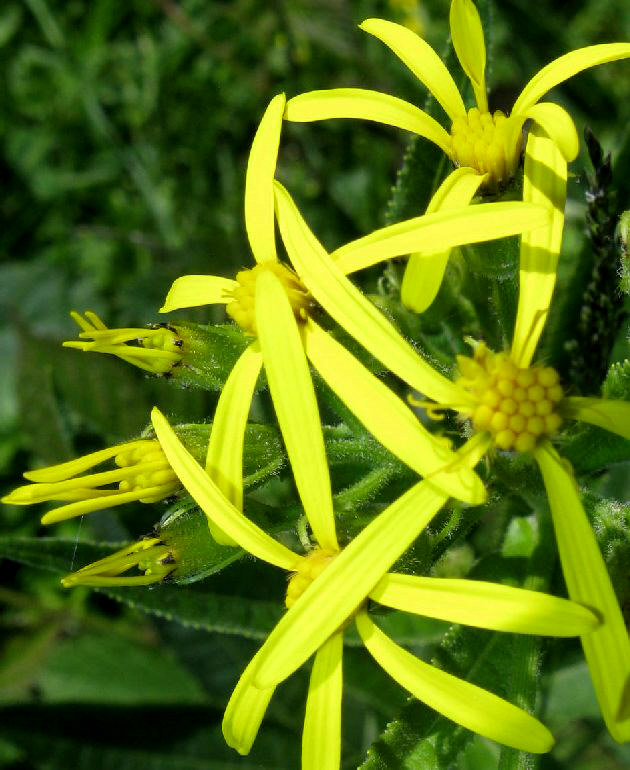
Bloemen
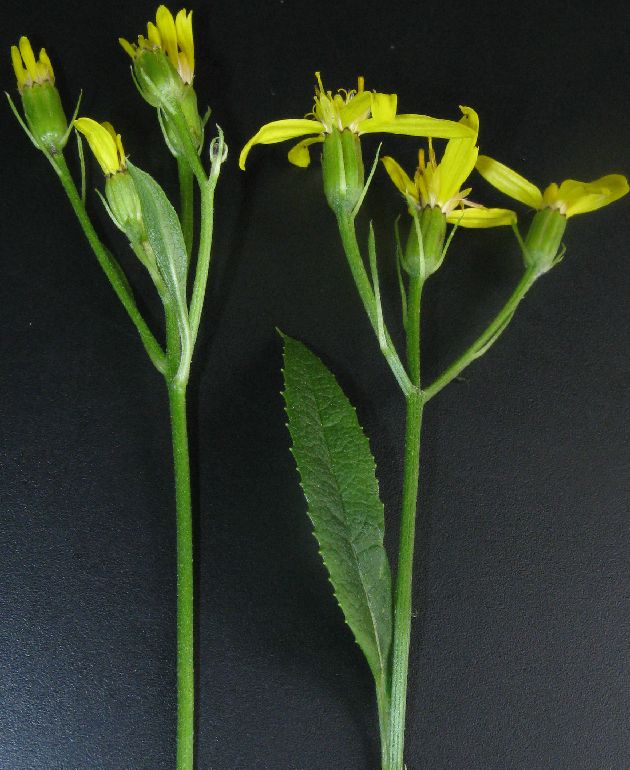
Omwindsels
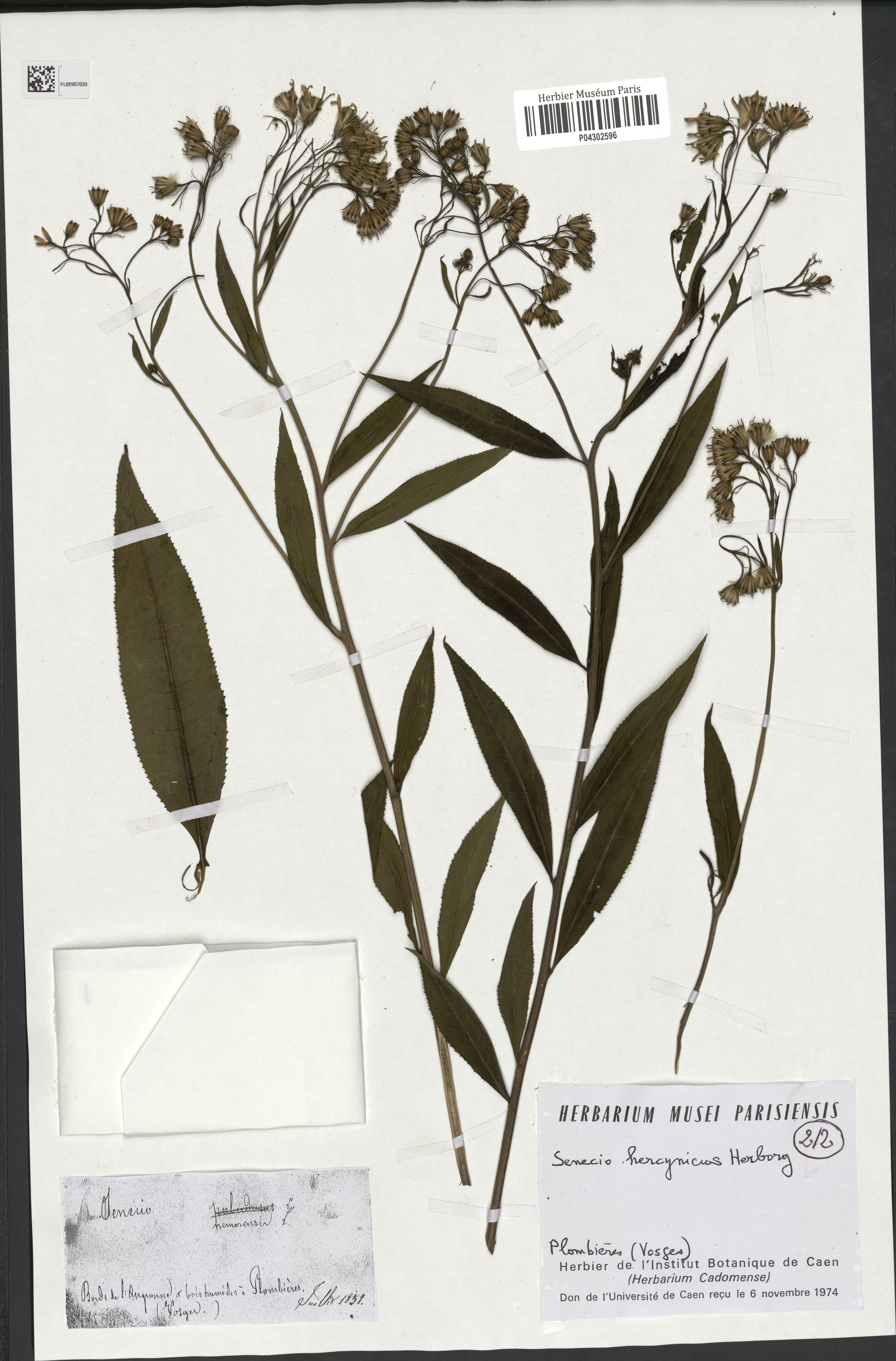
Herbarium

Veelbloemig schaduwkruiskruid komt voor op vochtige, stikstofrijke, beschaduwde plaatsen, vaak aan beekoevers.

## Ondersoorten en variëteiten
Afhankelijk van welke auteur worden er vijf ondersoorten onderscheiden.
- Senecio hercynicus Herborg subsp. hercynicus: Komt voor in Midden-, Zuid- en Zuidoosteuropa.
- Senecio hercynicus subsp. dacicus (Hodálová & Marhold) Greuter (syn.: Senecio dacicus Hodálová & Marhold): Komt voor in Roemenië.
- Senecio hercynicus subsp. dalmaticus (Griseb.) Greuter (syn.: Senecio nemorensis subsp. dalmaticus (Griseb.) Nyman, Senecio jacquinianus var. expansus Boiss. & Heldr.): Komt voor op de Balkan.
- Senecio hercynicus subsp. durmitorensis Herborg: Komt alleen voor in Montenegro.
- Senecio hercynicus subsp. ucranicus (Hodálová) Greuter: Komt voor in Polen, Slowakije, Oekraïne en Roemenië